# AINU REBELS
AINU REBELS（アイヌレブルズ）は、日本のバンド。

## 概要
2006年の夏、首都圏に住むアイヌの若者たちが結成した。活動停止直前の活動メンバーは15名。アイヌ文化を「楽しく」「かっこよく」発信していきたい、というコンセプトのもと、アイヌ民族の伝統音楽と舞踊を土台に、ヒップホップやラップなど現代のストリートカルチャーの要素を加え、独自の音楽・舞踊を作っている。
2010年6月、「公式ブログ」にて、活動停止が宣言された。